# Стюарт, Чарльз (канадский политик)
Чарльз Стю́арт (англ. Charles Stewart; 26 августа 1868, Страбэйн, Канада — 6 декабря 1946, Оттава, Канада) — канадский политик, третий премьер-министр Альберты, руководивший провинцией с 1917 по 1921 год.
Родился в округе Вентворт, Онтарио. Был фермером, переехал в Альберту после уничтожения фермы бурей. Там он начал активно участвовать в политике, став членом Законодательного собрания Альберты после победы Либеральной партии на выборах 1909 года. Он также занимал должности министра муниципальных дел и министра общественных работ Альберты, после того, как Сифтон покинул свой пост для продолжения своей карьеры на федеральном уровне.
Стюарт пытался объединить Либеральную партию после внутренних конфликтов из-за кризиса воинского призыва 1917 года. Он стремился наложить запрет на алкогольные напитки. Правительство провинции взяло на себя ответственность за несколько проблемных участков железных дорог, а также гарантировало облигации. Некоторые из этих стратегий являлись результатом лоббирования со стороны партии-конкурента — Объединённых фермером. Несмотря на некоторые проблемы с партией, Стюарт имел с ней хорошие отношения, часто встречаясь с её лидерами. Из-за неспособности конкурировать с партией Объединённых фермеров Стюарт и либералы проиграли выборы 1921 года. Следующим премьер-министром Альберты стал Герберт Гринфилд.
После своего поражения Стюарт был приглашён в кабинет премьер-министра Канады Уильяма Кинга на должность министра внутренних дел страны. За время нахождения на должности от имени федерального правительства он подписал соглашение, которое передавало контроль над природными ресурсами Альберты из Оттавы провинциальному правительству; Стюарт пытался сделать это ещё на посту премьер-министра Альберты. Он работал в кабинете короля до 1930 года, пока власть не потерпела поражение. После этого он оставался членом парламента, до тех пор, пока не потерял своё место в 1935 году. Стюарт скончался в декабре 1946 года в Оттаве.

## Становление и ранние годы жизни (1868—1913)
Чарльз Стюарт родился 26 августа 1868 года в Страбане, Уэнтуорт, округ Онтарио. Его отец Чарльз-старший был фермером и каменщиком. В детстве Чарльз-младший ездил совместно с отцом в Северный Мидлсекс, где выступал премьер-министр Канады Джон Макдональд. Согласно рассказам потомков Чарльза, премьер-министр заметил молодого мальчика, сказав, что он когда-нибудь станет хорошим политиком. В 16 лет переехал со своей семьёй на ферму, расположенную недалеко от Барри. 17 декабря 1891 года, спустя семь лет с момента переезда, он женился на Джейн Снейт; в браке было рождено восемь детей.

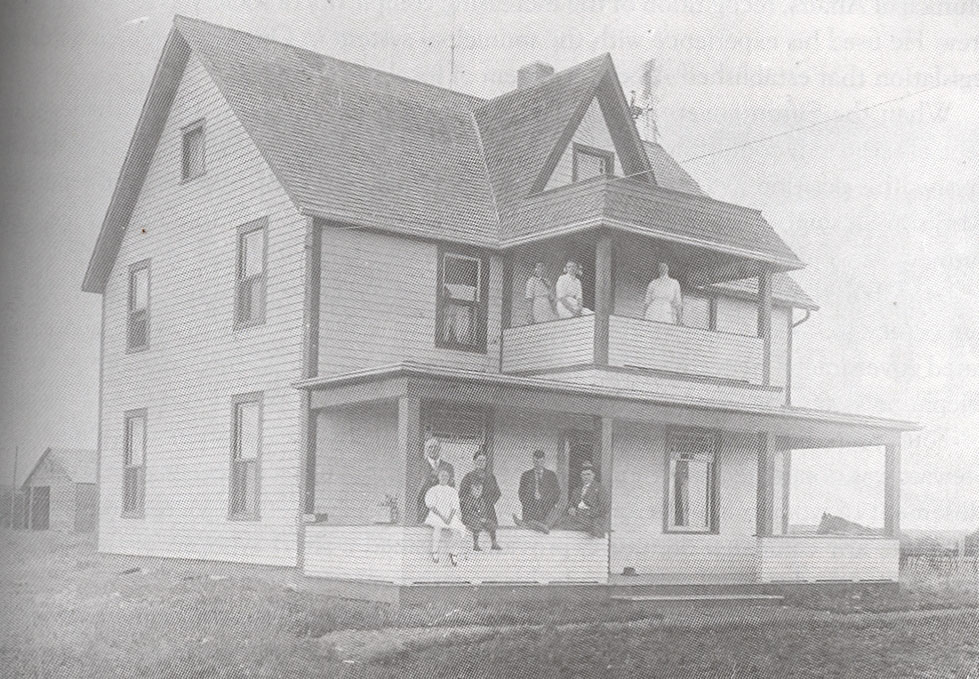
Ферма Стюарта в Килламе; сам Стюарт стоит в нижнем углу слева.

1892 года Чарльз-старший умер, оставив своего сына ответственным за ферму. Спустя двенадцать лет её разрушил ураган, после чего Стюарт принял решение переселиться на запад страны. Он поселился в Килламе, провинция Альберта. Его семья пережила холодную зиму, а самое тёплое место в доме было на кухонном столе, где они держали ребёнка. Весной их урожай был испорчен градом. Поскольку Стюарту не удавалось добиться успехов в сельском хозяйстве, используя навыки, которые передал ему отец, он подрабатывал каменщиком: он заложил платформу для канадской тихоокеанской железной дороги, работал на мосту в Эдмонтоне и участвовал в создании города Килламы. Позже он стал продавать оборудование для ферм, и в 1912 году смог приобрести собственную усадьбу.
Стюарт был крайне активен в местных органах самоуправления: он был первым председателем школьного округа Килламы, принял участие в заседании налогоплательщиков 19 января 1907 года и участвовал в регистрации 1908 года. 1909 года, доминирующая на тот момент Либеральная партия Альберты, стремилась найти нового кандидата в члены Законодательного собрания Альберты; Стюарт согласился участвовать в выборах и был избран на всеобщих выборах 1909 года в качестве единственного кандидата.

### Ранняя политическая карьера
Во время аккламации Стюарта, прьемер-министр Александр Резерфорд выглядел неприступным: в его распоряжении было 36 из 41 мест в Законодательном собрании Альберты, а его либеральная партия смогла набрать шестьдесят процентов голосов на выборах. Однако, спустя несколько месяцев, Резерфорд и его правительство были втянуты в Великий скандал железнодорожных и водных путей Альберты, в результате чего либеральная партия раскололась. Первоначально Стюарт был на стороне премьер-министра и зашёл так далеко, что обвинял Джона Бойла в тайных переговорах с двумя членами избирательной ассамблеи, представителями гостиничного бизнеса. Он утверждал, что Бойл предлагал им иммунитет от судебных преследований по закону «О спиртных напитках», если они поддержат новое правительство, в котором он бы занял должность генерального прокурора. Однако, по мере того, как скандал обрастал новыми подробностями, Стюарт сам стал противником кабинета Резерфорда, и приветствовал приход на место премьера Артура Сифтона.
В мае 1912 года Сифтон расширил свой кабинет и стал в нём первым министром по делам муниципалитетов провинции. В соответствии с традицией того времени, после назначения на пост министра он ушёл в отставку из Законодательного собрания и вновь баллотировался на дополнительных выборах в том же округе. На этих выборах он одержал убедительную победу над консерватором Уильямом Блэром. В кабинете министров Стюарт был известен как сторонник общественной собственности, что дало ему поддержку в рядах консерваторов. Несмотря на это, он поддержал резолюцию Сифтона по Великим водным путям Альберты, предполагающую сотрудничество с частным сектором. Это собрание отметилось тем, что на нём либеральная партия впервые пришла к единогласному решению по железнодорожным путям со времен скандала 1910 года.
В декабре 1913 года Сифтон переместил Стюарта с поста министра муниципальных дел на пот министра общественных работ. В этом качестве Стюарт сыграл важную роль в организации Фермерской кооперативной элеваторной компании Альберты, которая была фермерским кооперативом с уставом, позволяющим фермерам пользоваться элеватором.

## Период премьерства (1917—1921)
После всеобщих выборов 1917 года, в которых победу одержала Либеральная партия, Канада оказалась втянута в кризис воинского призыва. Федеральное правительство, возглавляемое Робертом Борденом, поддержало введение призыва. Либеральная оппозиция во главе с Уилфридом Лорье выступала против призыва, в то время как англоговорящие либералы фактически поддерживали его. Кризис был разрешён, когда Борден сумел сформировать союзное правительство, состоящее из консерваторов и призывных либералов. Сифтон попал в последнюю группу и был представителем Альберты в этом правительстве, в связи с чем в октябре 1917 ушёл в отставку. Лейтенант-губернатор Роберт Бретт, принимая отставку Сифтона, попросил Стюарта сформировать новое правительство Альберты. Единственным серьёзным соперником на посту премьер-министра был Чарльз Кросс, который выступал против призыва и не получал одобрения у большинства партии.

## Избирательная история

### В качестве партийного лидера
| Всеобщие выборы Альберты 1921 года |                             |         |       | |       |
| 1                                  | Либеральная партия Альберты | 33, 987 | 11.40 | Победу одержала партия Объединённых фермеров Альберты. Либеральная партия заняла второе место, получив 15 мест в Законодательном собрании. | [ 8 ] |